# Érik Boisse
Pour les articles homonymes, voir Boisse (homonymie).
Érik Boisse, parfois orthographié Éric Boisse, né le 14 mars 1980 à Clichy, est un escrimeur français et le fils de Philippe Boisse.
Il fut notamment champion olympique d'épée par équipe aux Jeux olympiques de 2004 à Athènes au côté d'Hugues Obry, et Fabrice Jeannet. Il atteint également les demi-finales en individuel après avoir brillamment éliminé Fabrice Jeannet mais termine finalement au pied du podium. 
Il est diplômé d'ESCP Europe.

## Palmarès
- Jeux olympiques
  -  Médaille d'or par équipe aux Jeux olympiques de 2004.
  - 4e en individuel aux Jeux olympiques de 2004

- Championnats du monde d'escrime
  -  Médaille d'or par équipe à l'épée lors des Championnats du monde d'escrime 2007 à Saint-Pétersbourg
  -  Médaille d'or par équipe à l'épée lors des Championnats du monde d'escrime 2006 à Turin
  -  médaille d'or par équipe lors des Championnats du monde d'escrime 2005 à Leipzig
  -  médaille d'argent en individuel lors des Championnats du monde d'escrime 2007 à Saint-Pétersbourg

- Championnats d'Europe d'escrime
  -  Médaille d'or par équipe en 2002
  -  Médaille de bronze par équipe en 2007
  -  Médaille de bronze par équipe en 2001

- Autres tournois
  - Vainqueur à Heidenheim en 2002
  - Vainqueur à Stockholm en 2003

## Distinction
- Chevalier de la Légion d'honneur (2004)[1]